# Biologische Waarderingskaart
De Biologische Waarderingskaart (BWK) is een inventaris van het biologische milieu en van het bodemgebruik van het Vlaamse en het Brusselse grondgebied.
De kaart heeft een inkleuring in groentinten die de biologische waarde van het milieu op een overzichtelijke wijze aanduidt, waardoor in een oogopslag het 'groene' karakter van een bepaald gebied kan afgeleid worden. Donkergroen gekleurde gebieden duiden op een 'biologisch zeer waardevolle' elementen, lichtgroene op 'biologisch waardevolle', en witte gebieden op 'biologisch minder waardevolle' elementen.
De Biologische Waarderingskaart bestaat zowel in analoge vorm, als een reeks gepubliceerde kaarten en teksten, als in digitale vorm. 
De digitale vorm kan geconsulteerd worden op het geoloket RVV-themabestand van het Agentschap voor Geografische Informatie Vlaanderen (Agiv).

## Geschiedenis van de BWK
De BWK is in 1978 gestart als project onder de naam De ecologische kaart van België onder verantwoordelijkheid van het Ministerie van Volksgezondheid en Leefmilieu, uitgevoerd door deskundigen van elf universitaire en wetenschappelijke instellingen. In 1986 werd het project onder de naam Biologische Waarderingskaart verdergezet door het Instituut voor Natuurbehoud (later Instituut voor Natuur- en Bosonderzoek of INBO). In 1996 was de eerste versie van de BWK van Vlaanderen, de Biologische Waarderingskaart, versie 1, volledig.  
In 1999 werd op het INBO gestart met een nieuwere, up-to-date en meer gedetailleerde versie die in 2010 verscheen onder de naam Biologische Waarderingskaart, versie 2. Waar de eerste versie een globaal beeld geeft van de biologische waarden op schaal 1/25.000, gaat versie twee tot op perceelsniveau, is de schaal tot 1/10.000 toegenomen, en is er veel meer aandacht en detail besteed aan kleine landschapselementen, graslanden en bossen.

## BWK-karteringseenheden
Aanvullend geeft de BWK van elk gebied of perceel informatie over de ecologische typering van de aanwezige biotopen door middel van een serie twee- of drieletterige codes, BWK-karteringseenheden genoemd. De eerste letter van de code, de klasse, slaat op het bodemgebruik.
| Klasse | Bodemgebruik                             |
| ------ | ---------------------------------------- |
| a      | Stilstaande wateren                      |
| c      | Heiden                                   |
| t      | Hoogveen                                 |
| d      | Duinen, slikken en schorren              |
| m      | Moerassen                                |
| b      | Akkers                                   |
| h      | Graslanden                               |
| s      | Struwelen                                |
| f-q    | Mesofiele bossen                         |
| v      | Valleibossen, moerasbossen en veenbossen |
| r      | Ruderale bossen                          |
| l      | Populierenbestanden                      |
| p      | Naaldhoutbestanden                       |
| n      | Andere aanplanten                        |
| k      | Andere gekarteerde elementen             |
| u      | Urbane gebieden                          |

De tweede en eventuele derde letter van de code geeft meer specifieke informatie. Zo staat hk voor een 'kalkgrasland', en ppa voor een 'naaldhoutbestand van grove den zonder ondergroei'.
De meeste karteringseenheden staan voor plantengemeenschappen en komen min of meer overeen met een syntaxon uit de vegetatiekunde, op het niveau associatie, verbond of zelfs klasse. Andere beschrijven structurele kenmerken zoals kleine landschapselementen (poelen, bomenrijen, ...).
Voor een volledig overzicht van de karteringseenheden, zie de Lijst van BWK-karteringseenheden.

### Indicatieve soorten
Indicatieve soorten of indicatorsoorten zijn plantensoorten die kenmerkend zijn voor een bepaalde karteringseenheid in een normaal ontwikkelde vorm. Meestal worden enkel die soorten vermeld, die op het terrein bruikbaar zijn; echt zeldzame soorten worden niet als indicatief beschouwd.
Een indicatieve soort komt daarmee min of meer overeen met een kensoort in de vegetatiekunde.